# 森定哲也
森定哲也（もりさだ てつや、1995年7月24日 - ）は、日本のプロボクサー。三重県鈴鹿市出身。
地元のジムにて17歳でプロデビュー後、19歳で全日本新人王を獲得し20歳の時の松山戦での敗戦を機に引退。
22歳で自身のAMAKATSUジムを開き会長を務めながらフリーランスとして2018年にプロ復帰した。
復帰後2戦目に韓国ソウルにて韓国チャンピオンのキムファンギルと試合するが1ラウンドKO負け。
2019年6月30日に行われたフリーランスの興行にて判定勝ちで新設のWBKアジア王座を獲得。